# Saint-Jean-aux-Bois (Oise)
Pour la commune des Ardennes, voir Saint-Jean-aux-Bois (Ardennes).
Saint-Jean-aux-Bois est une commune française située dans le département de l'Oise, en région Hauts-de-France.
Ses habitants sont appelés les Solitaires car en 1794 sous la Révolution française, le village prend le nom de la Solitude.

## Géographie
C'est une commune forestière, située en forêt de Compiègne, formée de villages de bûcherons dont Saint-Jean, Malassise, la Brévière.
| Compiègne                        |                     | Vieux-Moulin |
| Lacroix-Saint-Ouen Saint-Sauveur | Saint-Jean-aux-Bois | Pierrefonds  |
| Orrouy                           |                     | Morienval    |

### Hydrographie

#### Réseau hydrographique
La commune est située dans le bassin Seine-Normandie. Elle est drainée par le ru des Planchettes, le ru de la Michelette, le ru du Goderu, le ru du Pain Cher, le ru du Pre Tortu, le ru de Grand Saint-Nicolas, le ru de la Breviere, le ru de Saint-Nicolas et un autre petit cours d'eau,.
Le ru des Planchettes, d'une longueur de 15 km, prend sa source dans la commune  et se jette  dans l'Oise au Meux, après avoir traversé quatre communes. 

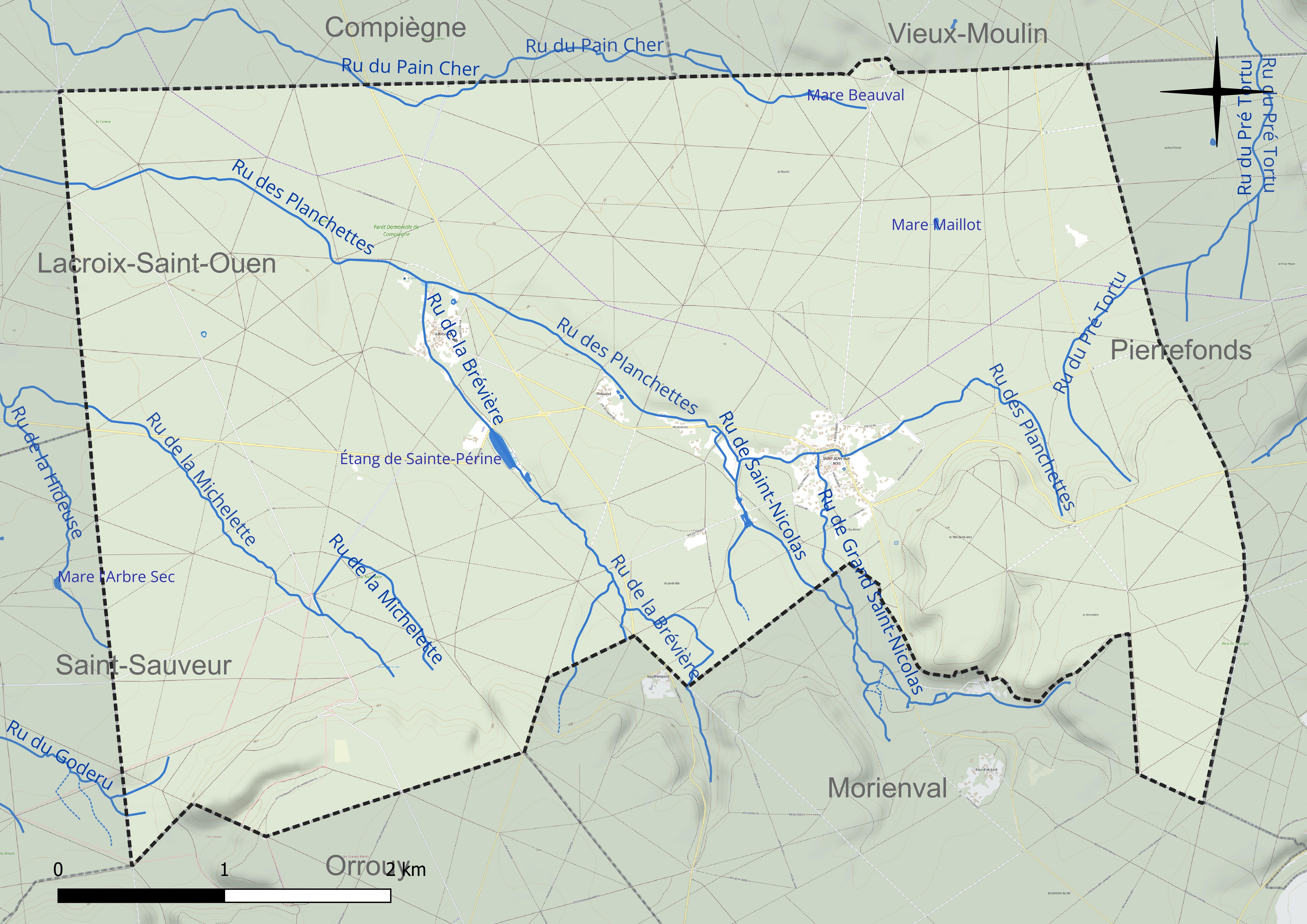
Réseau hydrographique de Saint-Jean-aux-Bois.

Trois plans d'eau complètent le réseau hydrographique : la mare Beauval (0,1 ha), la mare Maillot (0,2 ha) et l'étang de Sainte-Périne (1,6 ha),.

#### Gestion et qualité des eaux
Le territoire communal est couvert par le schéma d'aménagement et de gestion des eaux (SAGE) « Sensée ». Ce document de planification concerne un territoire de 789 km2 de superficie, délimité par trois bassins versants en totalité ou en partie (Aisne, Oise et Aronde). Le périmètre a été arrêté le 16 octobre 2001 et le SAGE proprement dit a été approuvé le 8 juin 2009, puis révisé le 27 novembre 2019. La structure porteuse de l'élaboration et de la mise en œuvre est le syndicat mixte Oise-Aronde. 
La qualité des cours d'eau peut être consultée sur un site dédié géré par les agences de l'eau et l'Agence française pour la biodiversité. 

### Climat
Pour des articles plus généraux, voir Climat des Hauts-de-France et Climat de l'Oise.
En 2010, le climat de la commune est de type climat océanique dégradé des plaines du Centre et du Nord, selon une étude du CNRS s'appuyant sur une série de données couvrant la période 1971-2000. En 2020, Météo-France publie une typologie des climats de la France métropolitaine dans laquelle la commune est dans une zone de transition entre le climat océanique et le climat océanique altéré et est dans la région climatique  Nord-est du bassin Parisien, caractérisée par un ensoleillement médiocre, une pluviométrie moyenne régulièrement répartie au cours de l'année et un hiver froid (3 °C). 
Pour la période 1971-2000, la température annuelle moyenne est de 10,7 °C, avec une amplitude thermique annuelle de 14,9 °C. Le cumul annuel moyen de précipitations est de 719 mm, avec 11,2 jours de précipitations en janvier et 8,7 jours en juillet. Pour la période 1991-2020, la température moyenne annuelle observée sur la station météorologique la plus proche, située sur la commune de Margny-lès-Compiègne à 11 km à vol d'oiseau, est de 11,2 °C et le cumul annuel moyen de précipitations est de 633,5 mm,. Pour l'avenir, les paramètres climatiques de la commune estimés pour 2050 selon différents scénarios d'émission de gaz à effet de serre sont consultables sur un site dédié publié par Météo-France en novembre 2022.

## Urbanisme

### Typologie
Au 1er janvier 2024, Saint-Jean-aux-Bois est catégorisée commune rurale à habitat dispersé, selon la nouvelle grille communale de densité à sept niveaux définie par l'Insee en 2022.
Elle est située hors unité urbaine. Par ailleurs la commune fait partie de l'aire d'attraction de Paris, dont elle est une commune de la couronne,. 

### Occupation des sols
L'occupation des sols de la commune, telle qu'elle ressort de la base de données européenne d'occupation biophysique des sols Corine Land Cover (CLC), est marquée par l'importance des forêts et milieux semi-naturels (98,1 % en 2018), une proportion sensiblement équivalente à celle de 1990 (98,2 %). La répartition détaillée en 2018 est la suivante : 
forêts (98,1 %), zones agricoles hétérogènes (1,9 %). L'évolution de l'occupation des sols de la commune et de ses infrastructures peut être observée sur les différentes représentations cartographiques du territoire : la carte de Cassini (XVIIIe siècle), la carte d'état-major (1820-1866) et les cartes ou photos aériennes de l'IGN pour la période actuelle (1950 à aujourd'hui).

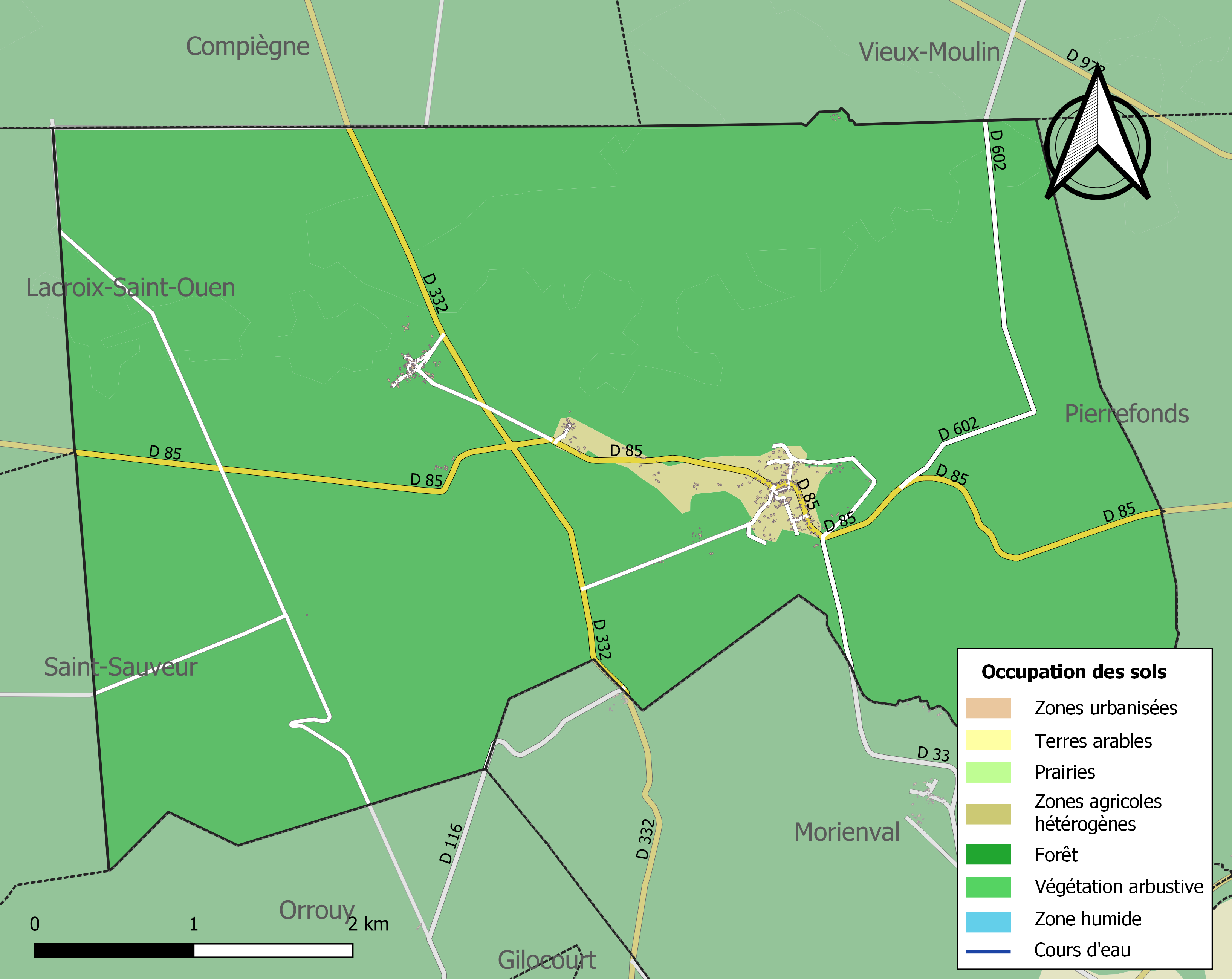
Carte des infrastructures et de l'occupation des sols de la commune en 2018 (CLC).

### Voies de communication et transports
La commune est desservie, en 2023, par la ligne 101 du réseau TIC ainsi que par la ligne 13 du service AlloTIC.

## Toponymie
Le nom de la localité est attesté sous les formes Domus Cuisiae (VIIe) ; Domus Cotiae (VIIe) ; Domus Regis (VIIe) ; Domus de nemore (vers 870) ; « domum sancti Joannis quoe est in nemore Cuisioe quoe cognominatur domus regis » (1152) ; domum sancti Johannis (1152) ; domus regia (1155) ; domum que in nemore Cuisie est et Domus regioe appellatur (1155) ; domus regis Cuisioe (1173) ; Sanctus Johannes de Cuisiâ (1175) ; Domus regis guisioe (1179) ; Sancti Johannis de Cuisia (1183) ; domus regis in quisia (1190) ; Petronilla abbatissa beati Johannis (1192) ; apud domos sancti monalium Quisie (1192) ; monialibus sancti Johannis in nemore (1194) ; domus regis in silvâ Cotiâ (XIIe) ; domus regis in Cuisia (1203) ; « ecclesie beati johannis baptiste que dicitur domus regis in Cuisia » (1204) ; Sanctus Joannes in bosco (1210) ; Sancti Johannis in nemore Cuisie (1223) ; abbatiae sancti Johannis in bosco (1224) ; Sancti Johannis in nemore Quisie (1231) ; beati Johannis in bosco Cuisie (1249) ; abbatisse sancti Johannis in bosco (1259) ; li convens de Sainct Jehan ou bos de Quise (1259) ; abbatisse sancti Johannis Baptiste (XIIIe) ; apud sanctum Johannem in bosco (1308) ; Saint Jehan ou bos (1311) ; Saint Jean de Cuise (vers 1334) ; S. Johannes de Quisia (1360) ; Saint Jehan du booz (1378) ; St Jehan aux Bois (XIVe) ; Sanctus Joannes de nemore (XIVe) ; St Jehan au boys en la forest de Cuyse lez Compiegne (1549) ; Sainct Jean au bois (1585) ; l'abbaie de Saint Jehan (1588) ; l'abbesse de S. Jehan aux boys (1598) ; St Jean aux Bois (1667) ; Saint Jean au bois (1764) ; la Solitude (1794) ; Saint-Jean-aux-Bois (1840).

La traduction de la forme latine de 1152 est « La maison de Saint-Jean, qui est dans la forêt de Cuise, connue sous le nom de maison du roi ». Le roi Eudes y établit le siège d'une juridiction qu'il abandonna au gruyer royal et à ses officiers. Au commencement du XIIe siècle, la maison fut donnée par Louis VI aux chanoines de la collégiale de Saint-Adrien de Béthisy qui la cédèrent, en 1152, à la reine Adélaïde. Elle y fonda l'abbaye de Saint-Jean-aux-Bois où vinrent s'installer les religieuses qui habitaient auparavant à Sainte-Perrine. 
Saint-Jean est un hagiotoponyme qui fait référence à Jean le Baptiste dans la forme latine « ecclesie beati johannis baptiste que dicitur domus regis in Cuisia » de 1204.
Le déterminant -aux-Bois indique que le village est en plein cœur de la forêt de Cuise.

## Histoire

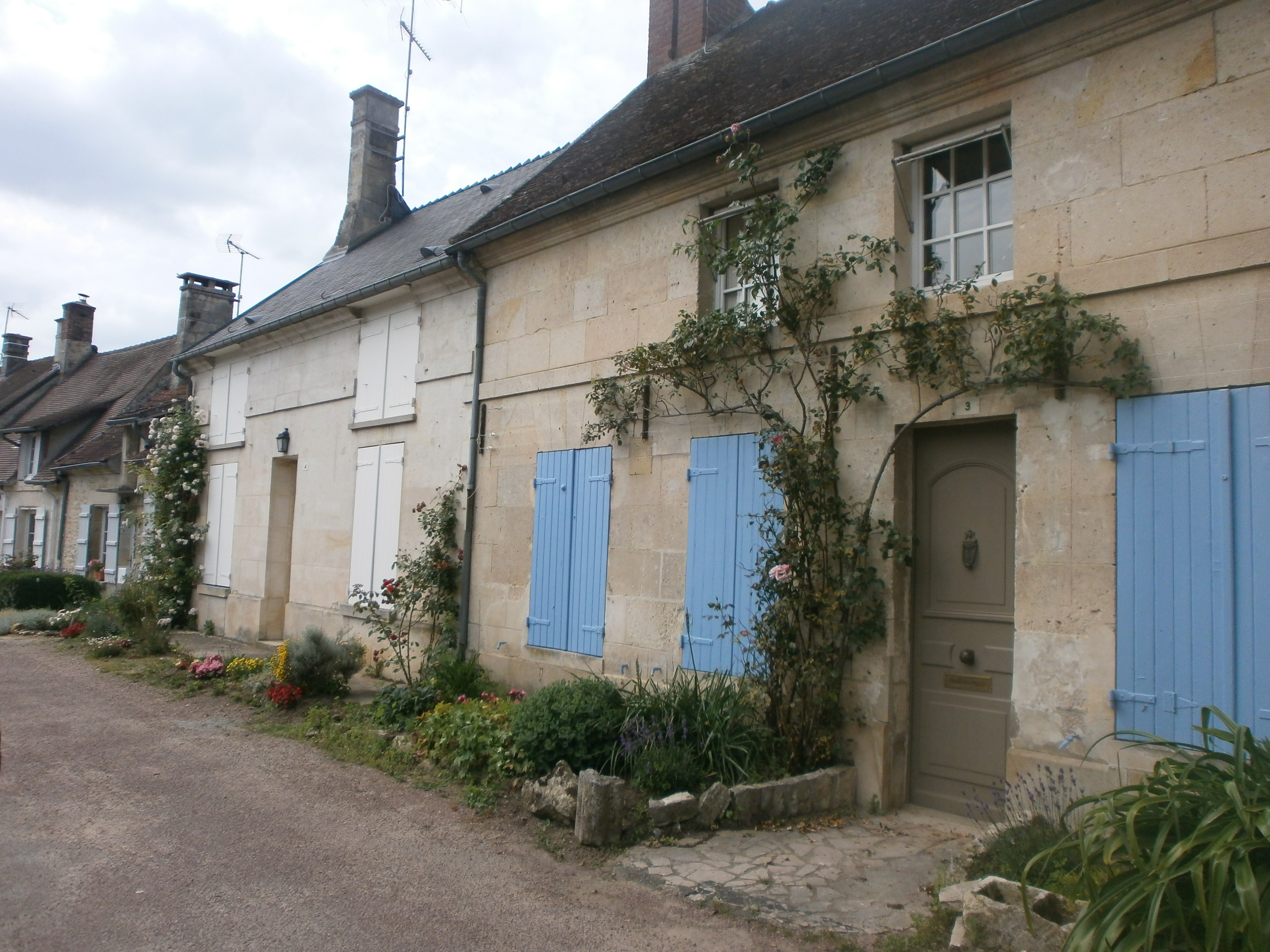
La rue des Abbesses, dont les maisons servaient historiquement d'habitations pour le personnel travaillant à l'abbaye.

Le village de Saint-Jean-aux-Bois aurait pour origine un monastère du XIIe siècle construit à l'emplacement d'une chapelle.
Le bourg se serait bâti en dehors de l'abbatiale lors de son extinction vers 1761.

## Politique et administration

### Rattachements administratifs et électoraux
La commune se trouve  dans l'arrondissement de Compiègne du département de l'Oise. Pour l'élection des députés, elle fait partie depuis 1988 de la cinquième circonscription de l'Oise.
Elle faisait partie de 1806 à 1973 du canton de Compiègne, année où celui-ci est scindé et la commune intègre le canton de Compiègne-Sud. En 1982, la commune est rattachée au  canton de Compiègne-Sud-Est. Dans le cadre du redécoupage cantonal de 2014 en France, la commune est désormais intégrée au canton de Compiègne-2.

### Intercommunalité
La commune était membre de l'Agglomération de la région de Compiègne, communauté d'agglomération créée en 2004 par transformation de la communauté de communes de la région de Compiègne, qui succédait elle-même au SIVOM de Compiègne créé fin 2010.
Dans le cadre des dispositions de la loi portant nouvelle organisation territoriale de la République (Loi NOTRe) du 7 août 2015, qui prévoit que les établissements publics de coopération intercommunale (EPCI) à fiscalité propre doivent avoir un minimum de 15 000 habitants, celle-ci fusionne avec la communauté de communes de la Basse Automne, pour former le 1er janvier 2017 la communauté d'agglomération de la Région de Compiègne et de la Basse Automne, dont est désormais membre la commune.

### Liste des maires
| Période                                  | Période                       | Identité           | Étiquette | Qualité |
| ---------------------------------------- | ----------------------------- | ------------------ | --------- | --- |
| Les données manquantes sont à compléter. |                               |                    |           | |
| mars 2001                                | 2008                          | Jacques Lecomte    |           | |
| 2008                                     | En cours (au 10 janvier 2019) | Jean-Pierre Lebœuf | SE        | Vice-président de l'agglomération de la région de Compiègne (2014 → 2016) Vice-président de l'Agglomération de la Région de Compiègne et de la Basse Automne (2018 → ) Réélu pour le mandat 2014-2020 |

## Population et société

### Démographie

#### Évolution démographique
L'évolution du nombre d'habitants est connue à travers les recensements de la population effectués dans la commune depuis 1793. Pour les communes de moins de 10 000 habitants, une enquête de recensement portant sur toute la population est réalisée tous les cinq ans, les populations de référence des années intermédiaires étant quant à elles estimées par interpolation ou extrapolation. Pour la commune, le premier recensement exhaustif entrant dans le cadre du nouveau dispositif a été réalisé en 2005.

En 2022, la commune comptait 341 habitants, en évolution de +7,91 % par rapport à 2016 (Oise : +0,87 %, France hors Mayotte : +2,11 %).
| 1793 | 1800 | 1806 | 1821 | 1831 | 1836 | 1841 | 1846 | 1851 |
| ---- | ---- | ---- | ---- | ---- | ---- | ---- | ---- | ---- |
| 321  | 331  | 356  | 366  | 395  | 402  | 404  | 404  | 438  |

| 1856 | 1861 | 1866 | 1872 | 1876 | 1881 | 1886 | 1891 | 1896 |
| ---- | ---- | ---- | ---- | ---- | ---- | ---- | ---- | ---- |
| 410  | 432  | 426  | 396  | 400  | 416  | 400  | 400  | 378  |

| 1901 | 1906 | 1911 | 1921 | 1926 | 1931 | 1936 | 1946 | 1954 |
| ---- | ---- | ---- | ---- | ---- | ---- | ---- | ---- | ---- |
| 382  | 396  | 367  | 284  | 313  | 245  | 282  | 340  | 256  |

| 1962 | 1968 | 1975 | 1982 | 1990 | 1999 | 2005 | 2006 | 2010 |
| ---- | ---- | ---- | ---- | ---- | ---- | ---- | ---- | ---- |
| 221  | 274  | 285  | 302  | 319  | 349  | 324  | 321  | 285  |

| 2015 | 2020 | 2022 | - | - | - | - | - | - |
| ---- | ---- | ---- | - | - | - | - | - | - |
| 316  | 330  | 341  | - | - | - | - | - | - |

#### Pyramide des âges
La population de la commune est relativement âgée.
En 2018, le taux de personnes d'un âge inférieur à 30 ans s'élève à 25,2 %, soit en dessous de la moyenne départementale (37,3 %). À l'inverse, le taux de personnes d'âge supérieur à 60 ans est de 41,2 % la même année, alors qu'il est de 22,8 % au niveau départemental.
En 2018, la commune comptait 151 hommes pour 164 femmes, soit un taux de 52,06 % de femmes, légèrement supérieur au taux départemental (51,11 %).
Les pyramides des âges de la commune et du département s'établissent comme suit.
| Hommes | Classe d’âge | Femmes |
| ------ | ------------ | ------ |
| 0,0    | 90 ou +      | 2,9    |
| 9,5    | 75-89 ans    | 9,3    |
| 32,3   | 60-74 ans    | 28,5   |
| 16,5   | 45-59 ans    | 16,9   |
| 15,2   | 30-44 ans    | 18,6   |
| 10,1   | 15-29 ans    | 9,3    |
| 16,5   | 0-14 ans     | 14,5   |

| Hommes | Classe d’âge | Femmes |
| ------ | ------------ | ------ |
| 0,5    | 90 ou +      | 1,4    |
| 5,5    | 75-89 ans    | 7,6    |
| 15,6   | 60-74 ans    | 16,3   |
| 20,8   | 45-59 ans    | 20     |
| 19,4   | 30-44 ans    | 19,4   |
| 17,6   | 15-29 ans    | 16,2   |
| 20,6   | 0-14 ans     | 19,1   |

## Économie
Jusqu'en 2024, le village disposait d'un restaurant étoilé, la Bonne Idée. Pour sauvegarder le bistrot de pays La Fontaine Saint-Jean, la commune a décidé en 2019 de le racheter aux anciens exploitants afin de remettre en location. C'est le dernier commerce de la commune.

## Culture locale et patrimoine

### Lieux et monuments

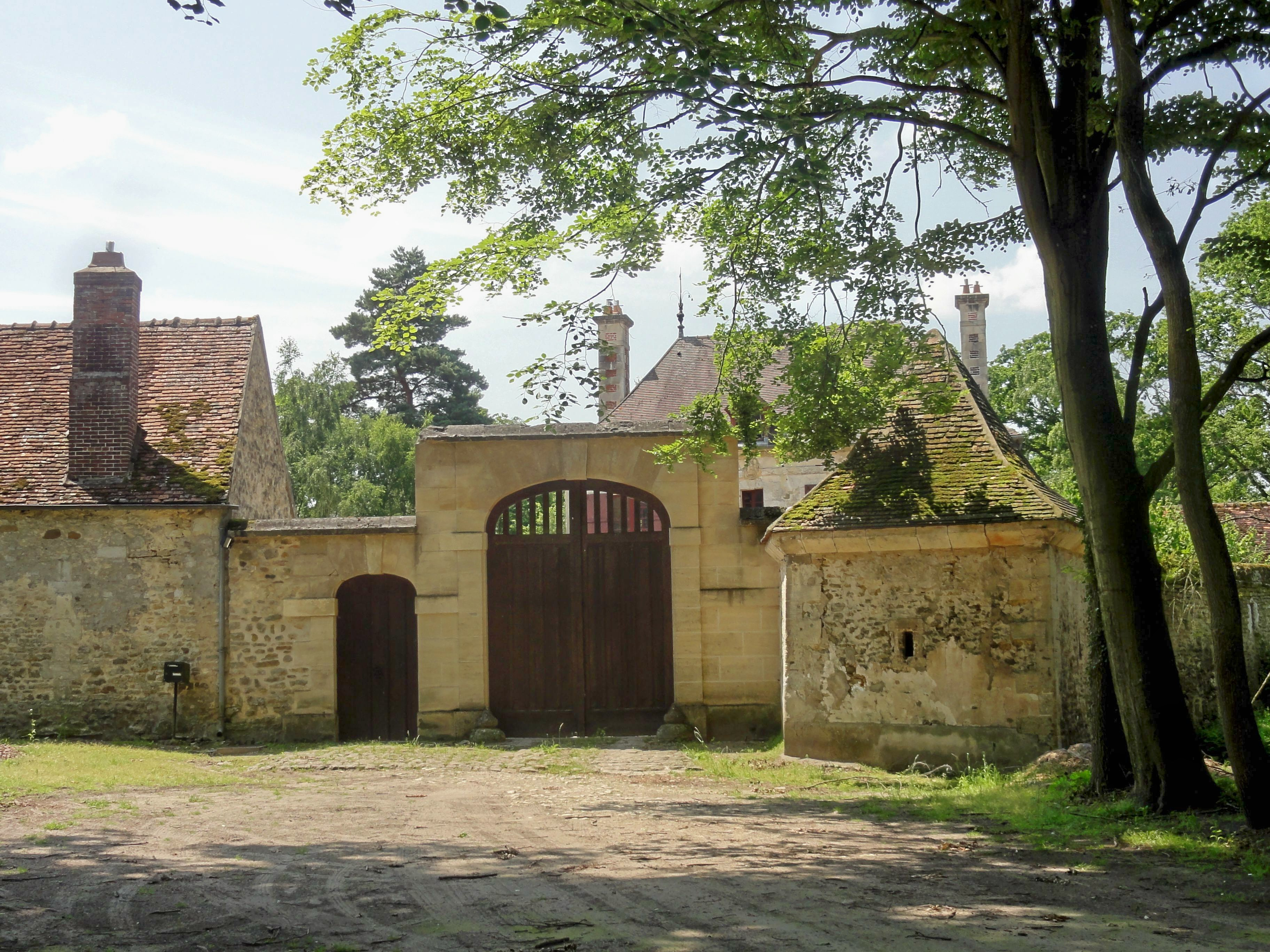
La maison forestière de la Muette.

Saint-Jean-aux-Bois compte trois monuments historiques sur son territoire :
- Abbaye Notre-Dame-et-Saint-Jean-Baptiste

L'église de l'abbaye de Saint-Jean-aux-Bois est classée monument historique par liste de 1862, et la salle capitulaire ainsi que l'entrée de l'abbaye par liste de 1889.
En 1137, le roi Louis le Gros donne des terres et une maison au prieuré Saint-Adrien de Béthisy, mais les religieux les cèdent dès 1152 à la veuve du roi, la reine Adélaïde. Elle y fait construire une abbaye de moniales bénédictines qui se substitue à un prieuré sis au lieu-dit Sainte-Perrine.
En 1634, les moniales échangent leur monastère avec les chanoines réguliers de saint Augustin du prieuré de Royallieu à Compiègne. L'abbaye devient prieuré et elle est délaissée en 1761 quand les moines déménagent pour Soissons. L'église devient alors paroissiale.
L'architecture gothique primitive de l'église, d'une grande simplicité de ligne, renvoie au début au dernier quart du XIIe siècle et au début du XIIIe siècle. L'on peut supposer une seule campagne de construction assez rapide. Hormis les contreforts à ressauts qui répondent à un besoin statique, le seul décor extérieur sont les corniches en haut des murs gouttereaux. L'église se compose d'une nef de trois travées sans bas-côtés ; d'un transept largement débordant ; et d'un chœur au chevet plat d'une seule travée ; la salle capitulaire se situant au sud de la dernière travée de la nef. L'éclairage est assuré par de hautes baies à lancette unique, sans remplage. Elles sont au nombre de deux de chaque côté du chœur, grâce à son voûtement particulier par une voûte d'ogives sexpartite. Le chevet est en plus ajouré par un triplet, et la façade occidentale par une grande roue gothique. Les voûtes sexpartites caractérisent également la croisée du transept, ce qui a conduit à la subdivision des deux croisillons en deux petites travées carrées, séparées par un pilier central vers la croisée. De cette façon, le croisillon nord bénéficie également de deux hautes baies sur son mur pignon, mais au sud, les bâtiments contigus du prieuré réduisent le nombre des fenêtres. L'élancement des piliers mentionnées et des faisceaux de colonnettes aux quatre angles du carré du transept lui confèrent une grande élégance.
L'on note aussi que ses voûtes sont dotées de formerets, ce qui n'est pas le cas ailleurs dans l'église. Dans la nef et dans le chœur, les nervures des voûtes retombent directement sur des culots, à l'exception des quatre extrémités de l'église à l'ouest et à l'est, où une seule colonne trouve place. Malgré cette austérité, les culots et chapiteaux de feuillages très naturalistes sont d'une grande qualité, et l'intérieur est riche d'une harmonie des proportions indéniable. Les vitraux en grisaille sont d'origine.

L'Abbaye
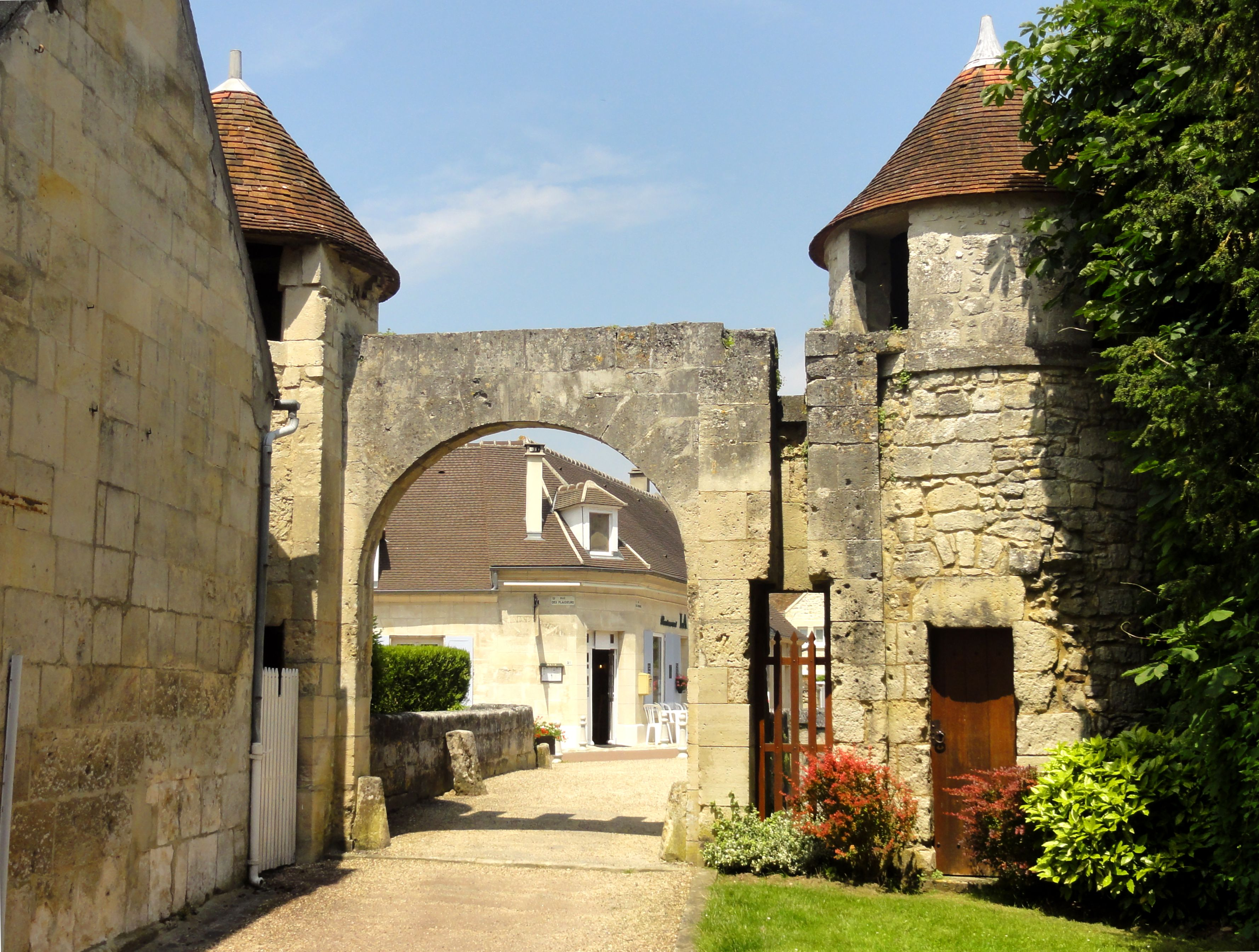
Porte fortifiée à l'entrée.
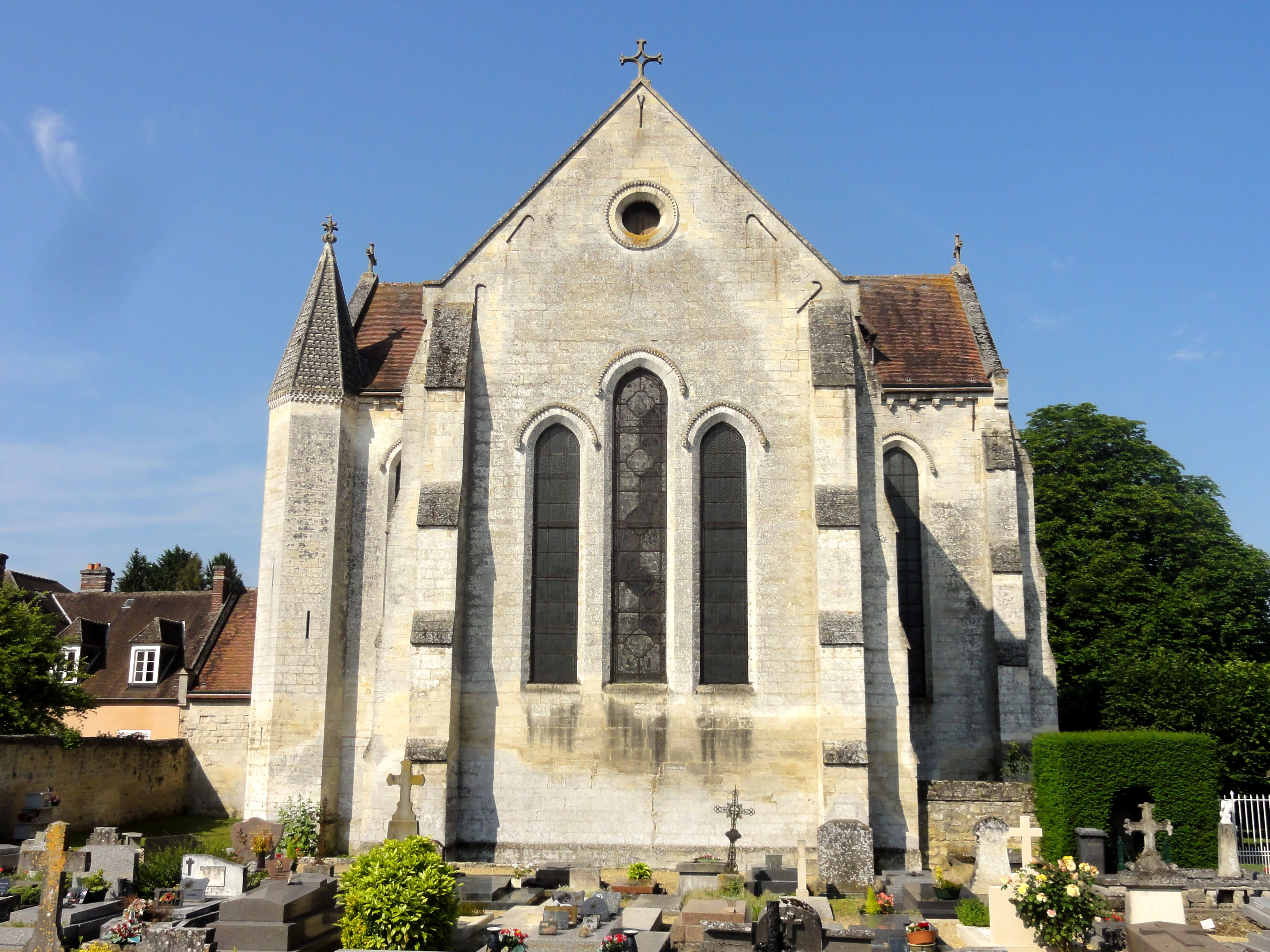
Chevet de l'église.
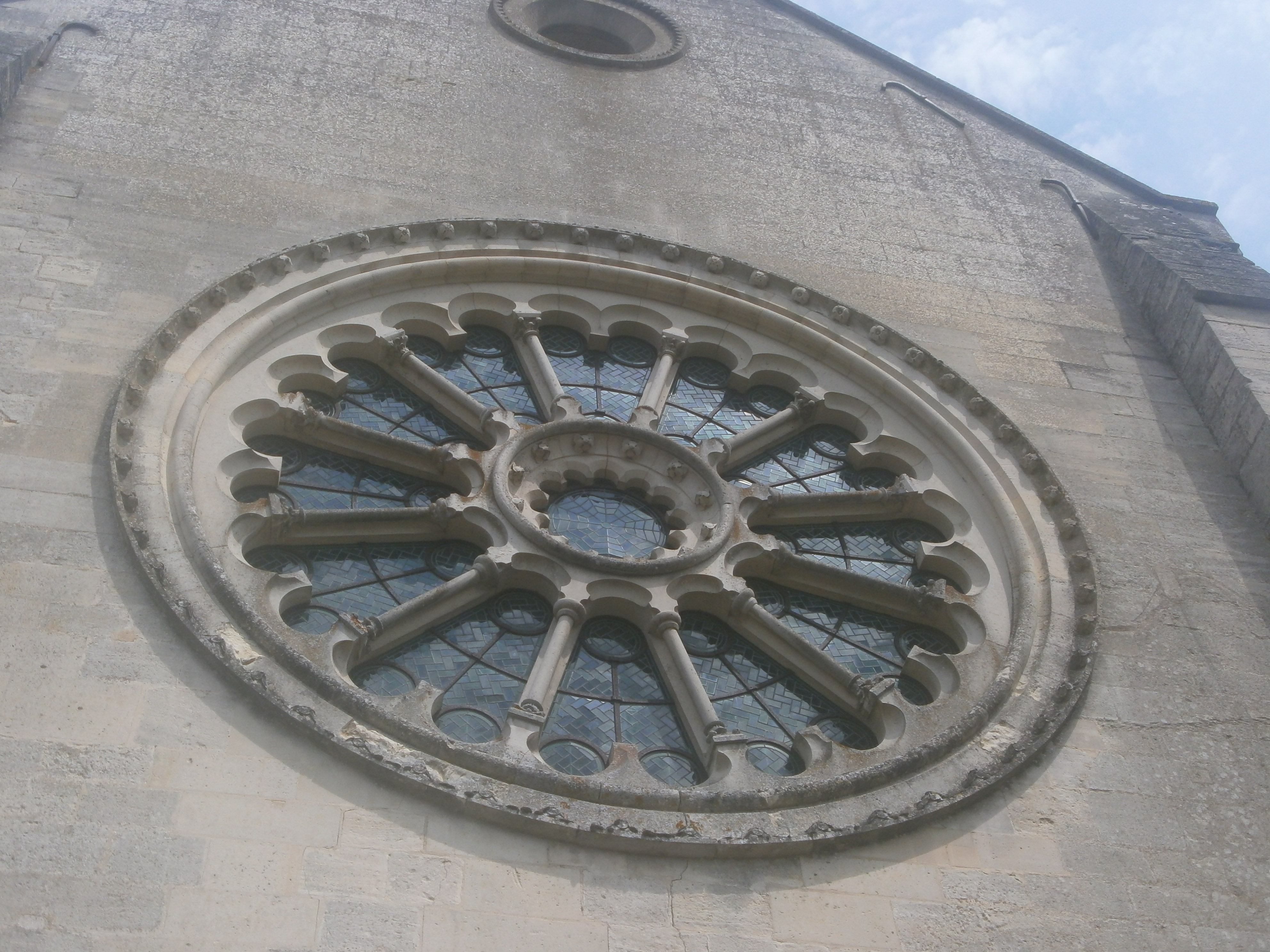
Rosace de la façade ouest.
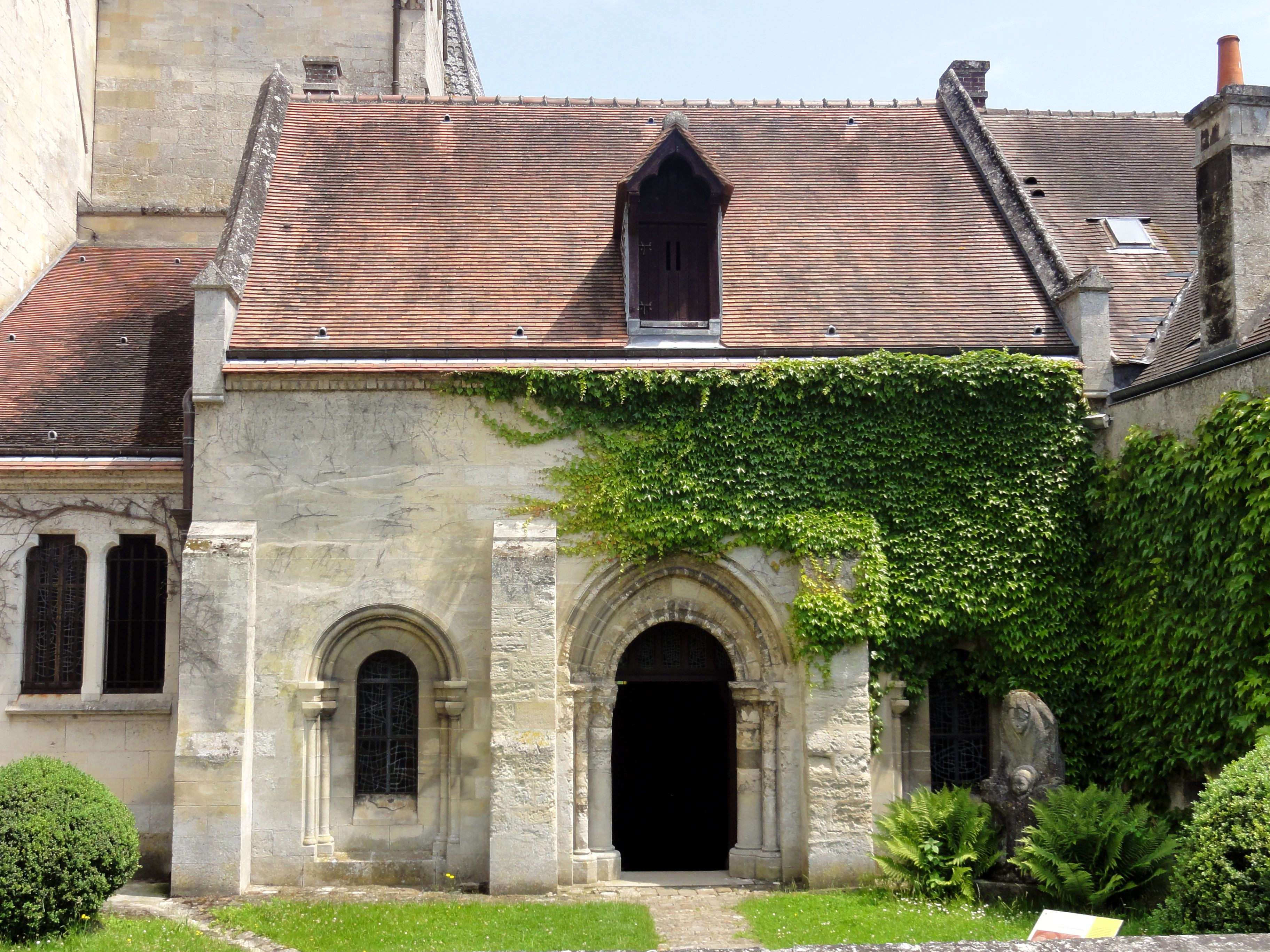
Salle capitulaire.
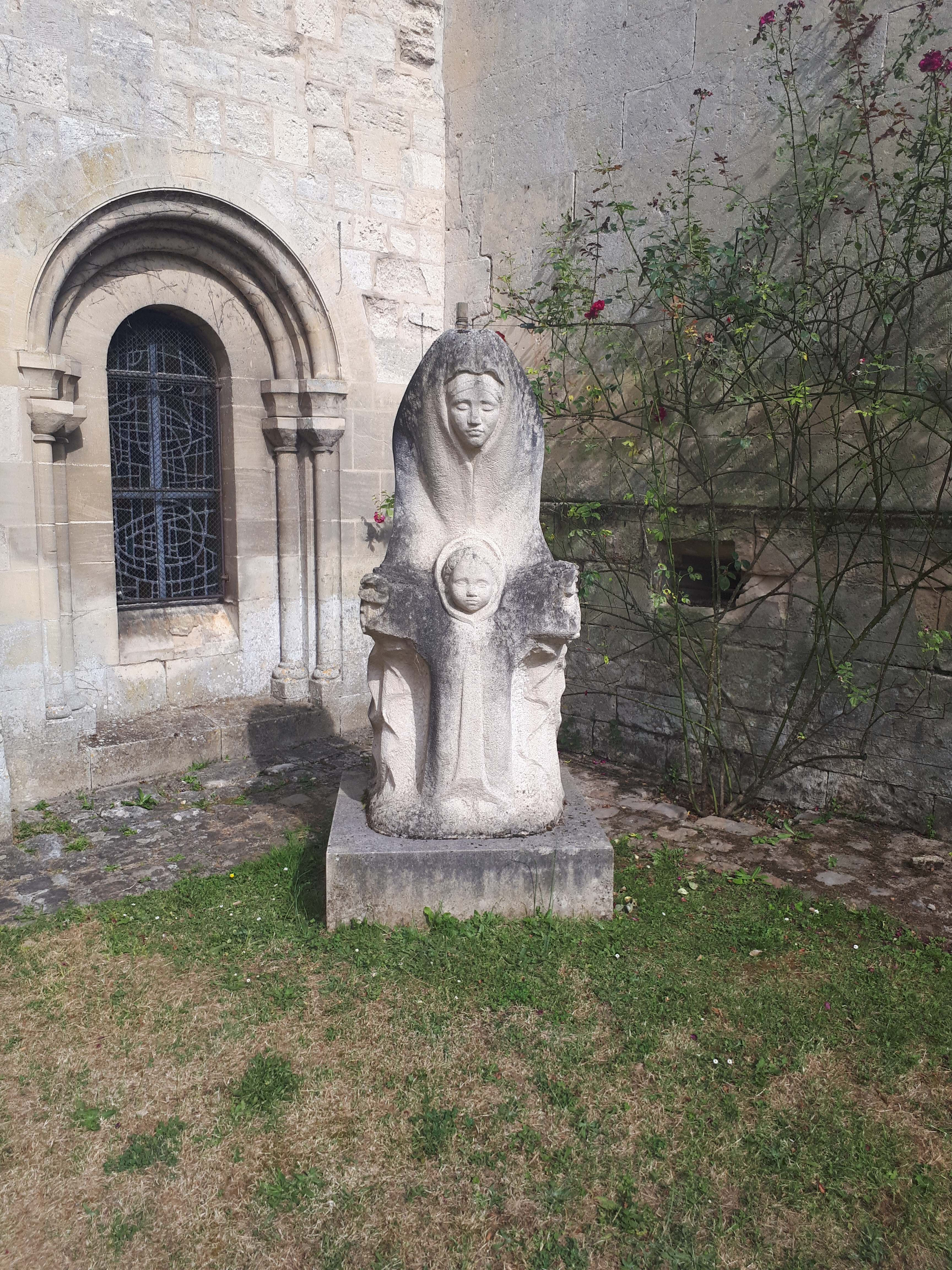
Statue de la Vierge à l'enfant par Georges Muguet à l'entrée de la Salle capitulaire
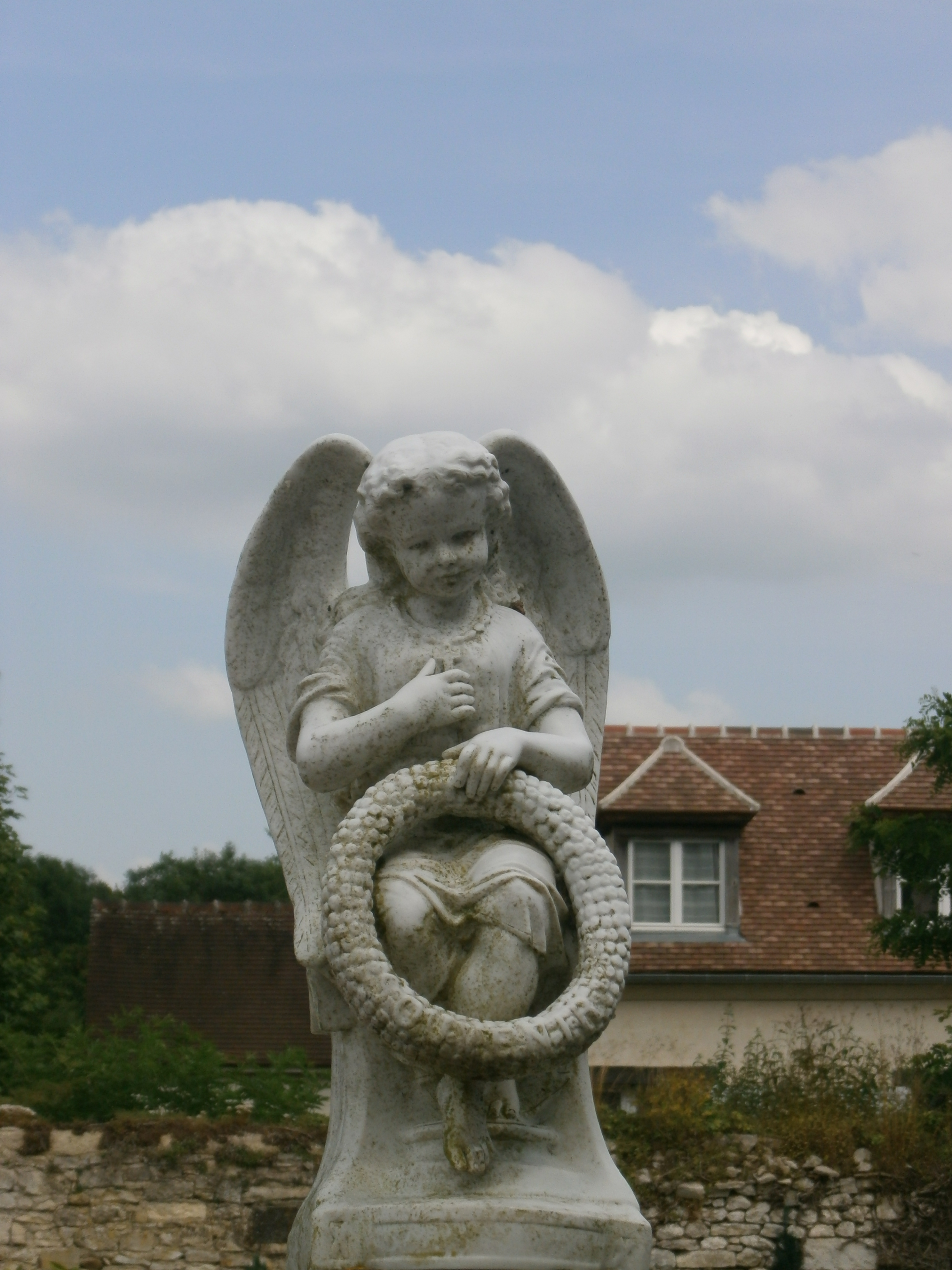
Statue d'ange dans le cimetière de l'abbaye.

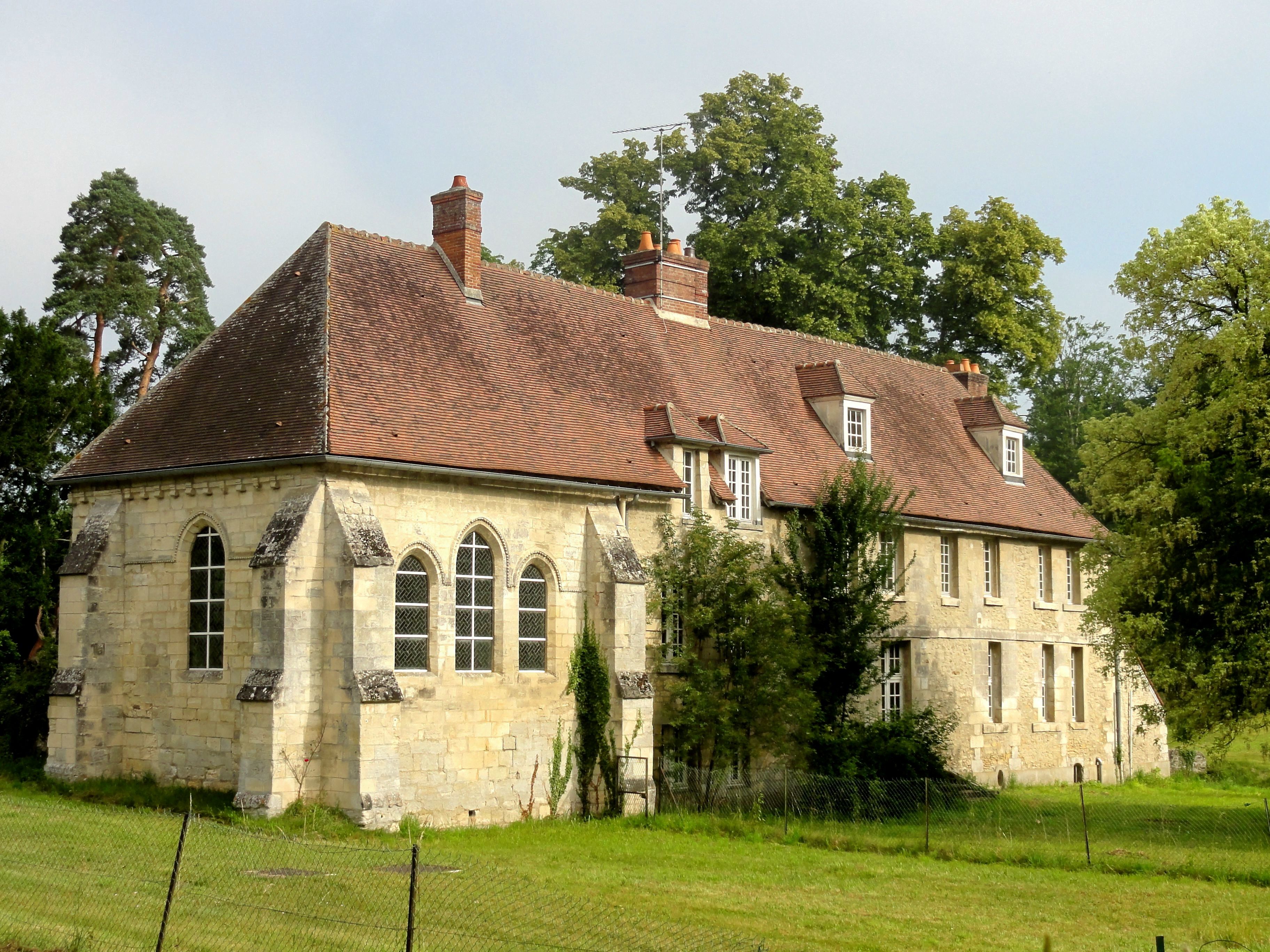
Poste forestier de Sainte-Périne.

- Poste forestier de Sainte-Périne

Dans la forêt de Compiègne, sur la RD 85 au sud du hameau de la Brévière (classé monument historique par arrêté du 7 juin 1905)
- Poste forestier de la Muette

Dans la forêt de Compiègne, au nord du village, près du carrefour de la Muette (inscrit monument historique par arrêté du 2 octobre 1948) : Il date de 1643.
On peut également signaler :
- Château de La Brévière, au hameau du même nom : construit par un ministre de la justice de Napoléon III, c'est désormais un centre de formation du syndicat Force Ouvrière.
- Lavoir couvert, route du Parquet : établi sur un petit ruisseau, il a été presque entièrement bâti à neuf et ne comporte plus guère d'éléments authentiques.
- Croix de cimetière, richement garnie de sculptures.
- Porche de l'ancienne ferme de l'abbaye, rue du Couvent.
- Échauguette près du carrefour de la Muette et du poste forestier du même nom. Une échauguette semblable se trouve immédiatement devant le poste forestier de Sainte-Perrine.
- Le chêne de Saint Jean, un des plus vieux chênes forestiers de France.

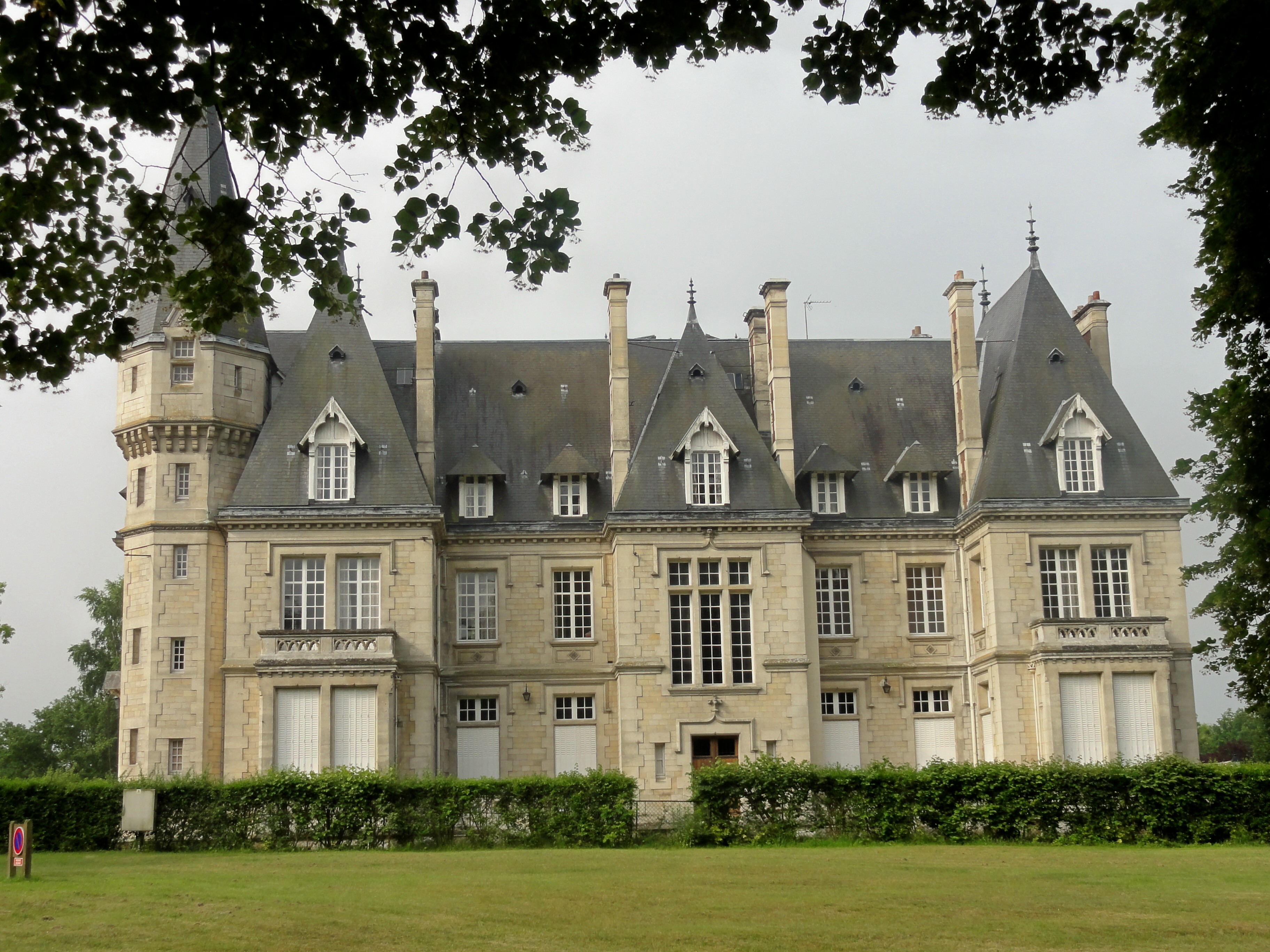
Château de la Brévière.
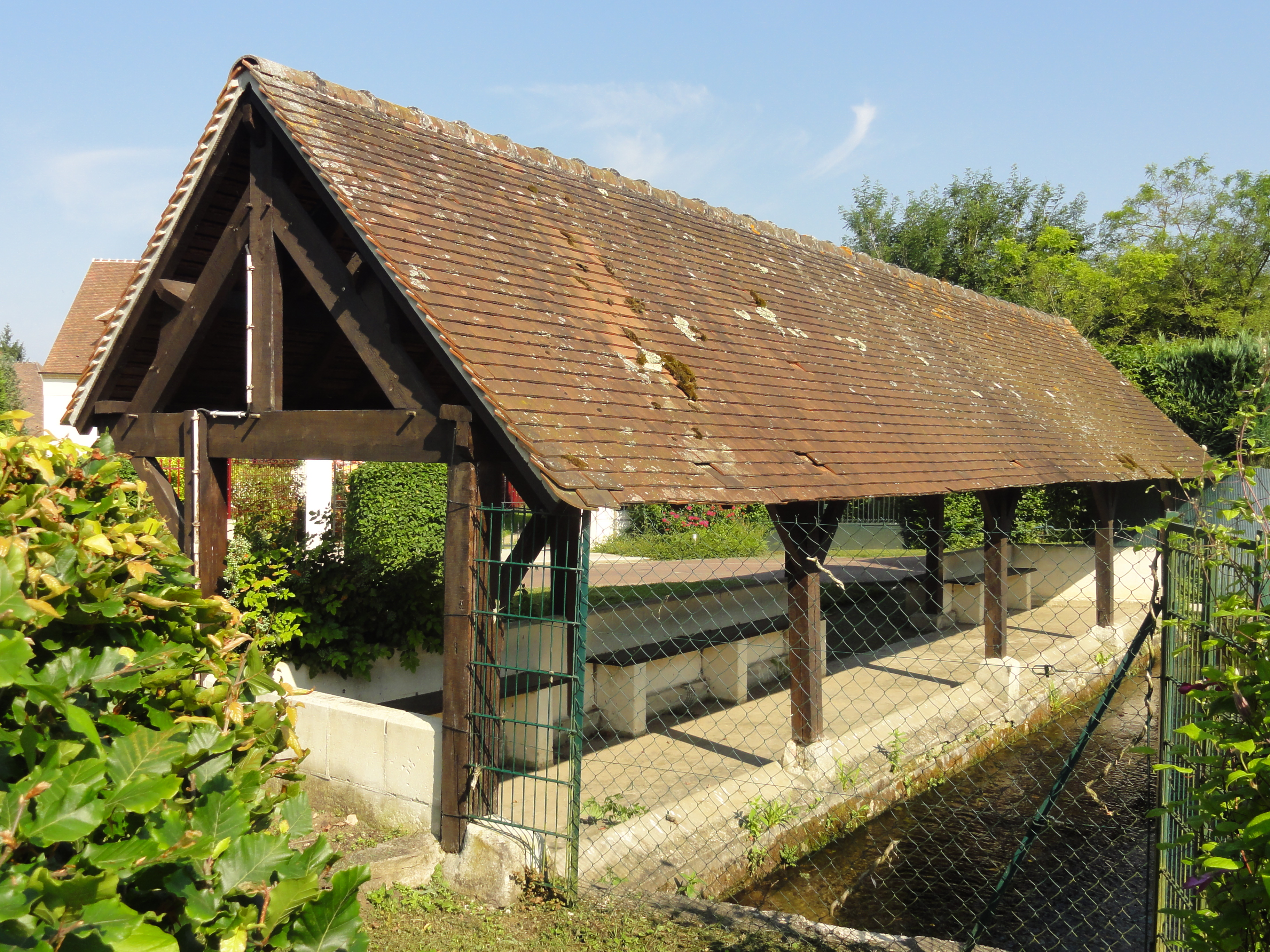
Lavoir couvert.
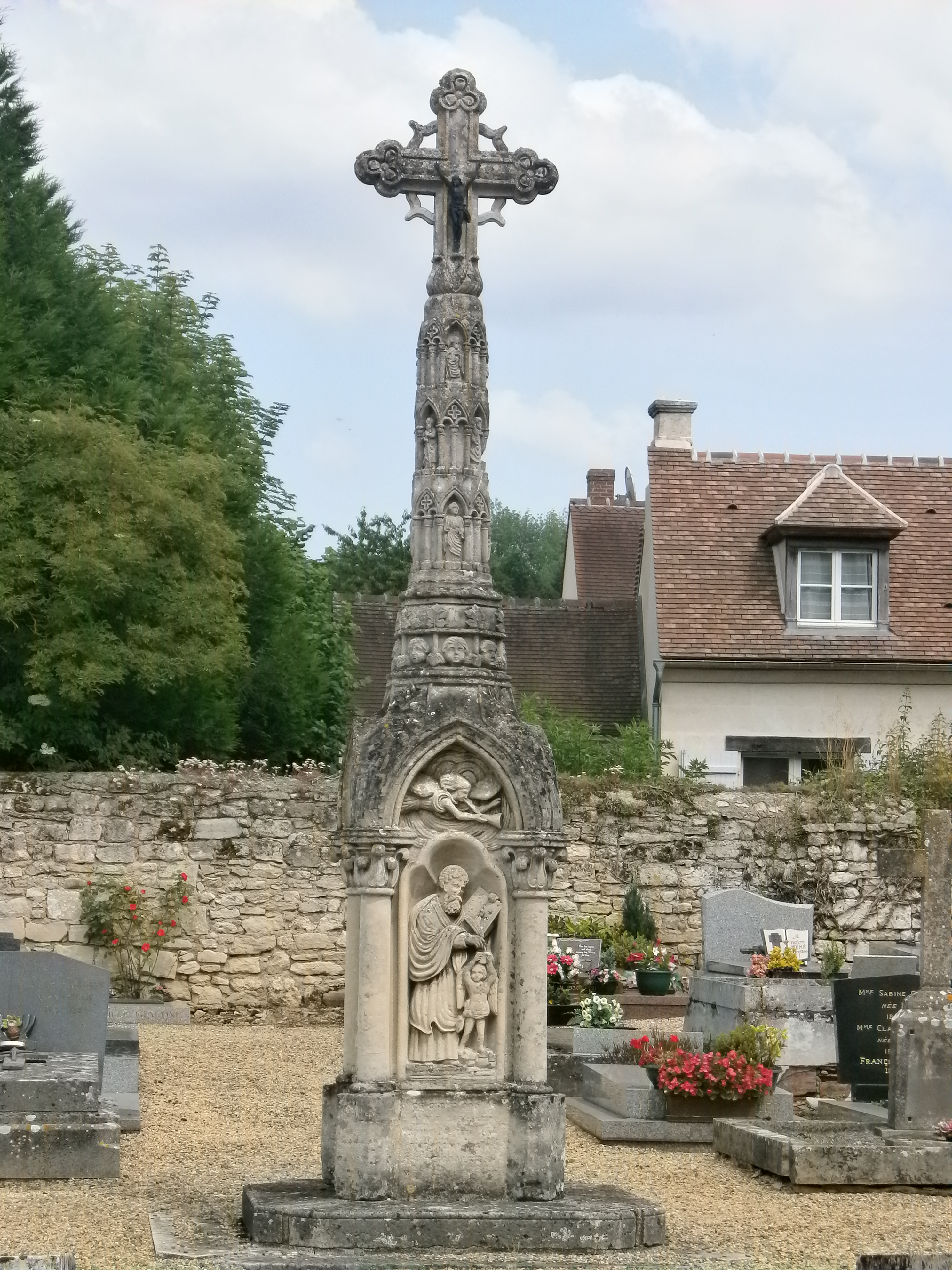
Croix de cimetière.
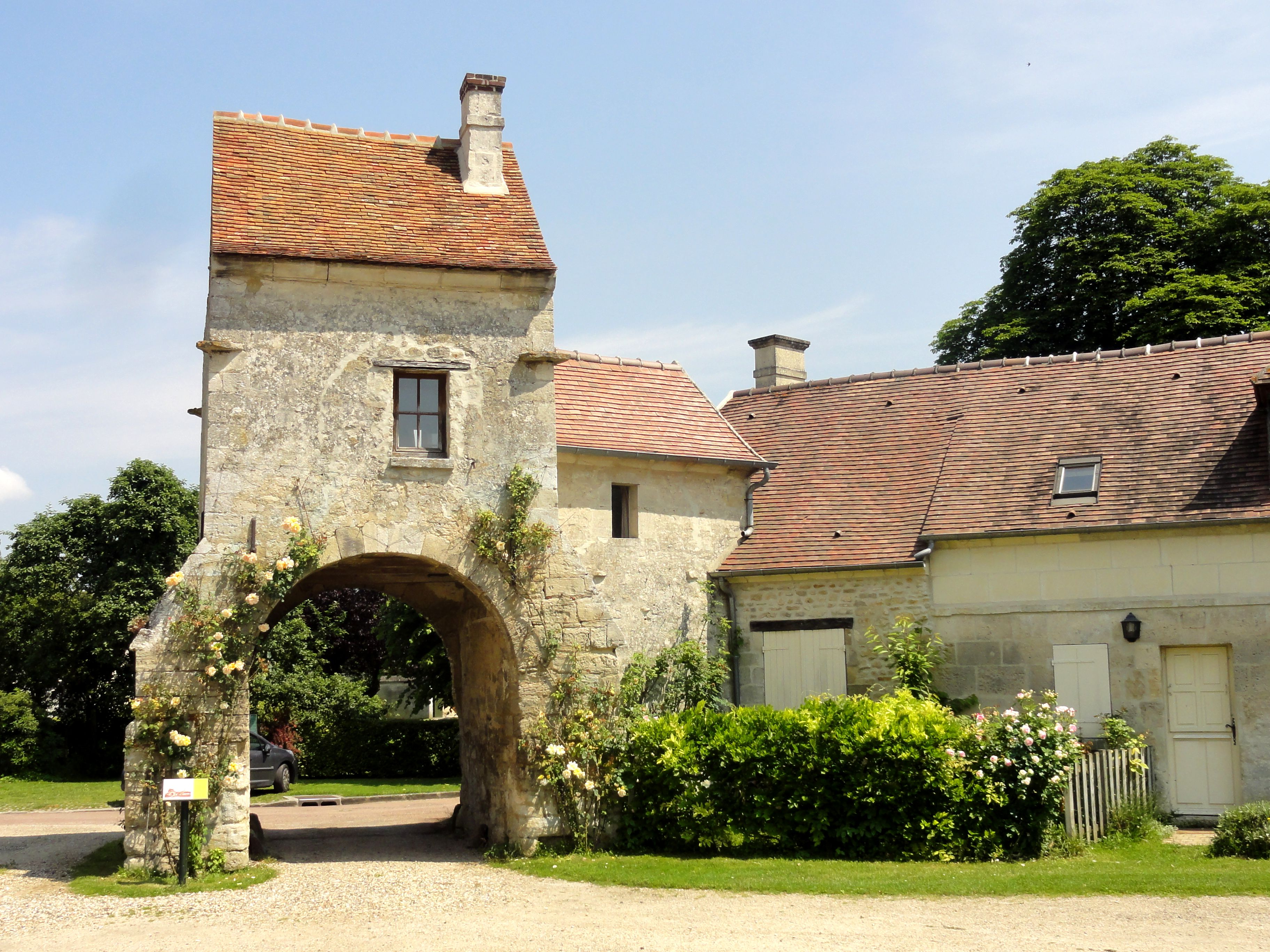
Porche de la ferme.
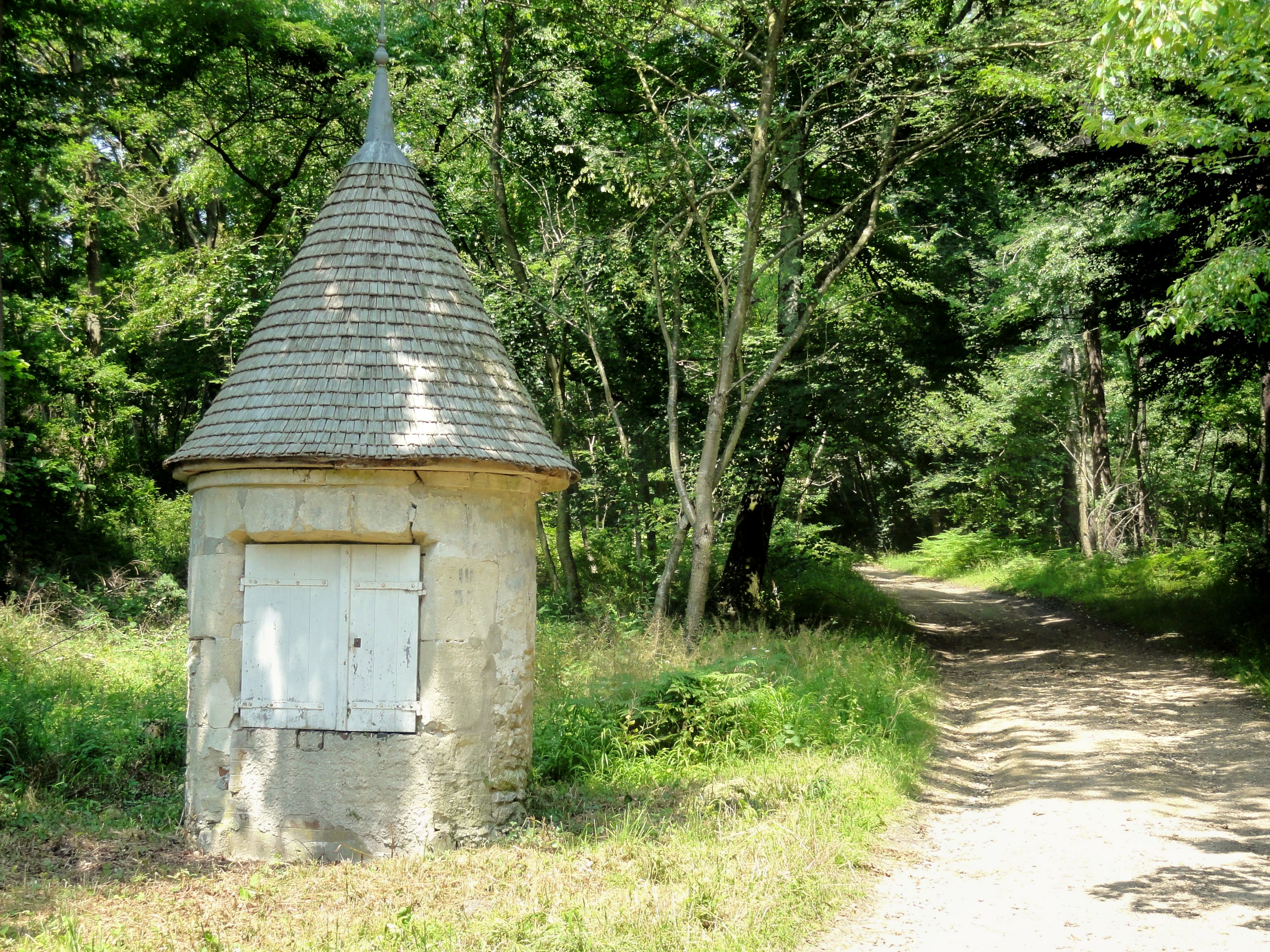
Échauguette dans la forêt.

### Personnalités liées à la commune

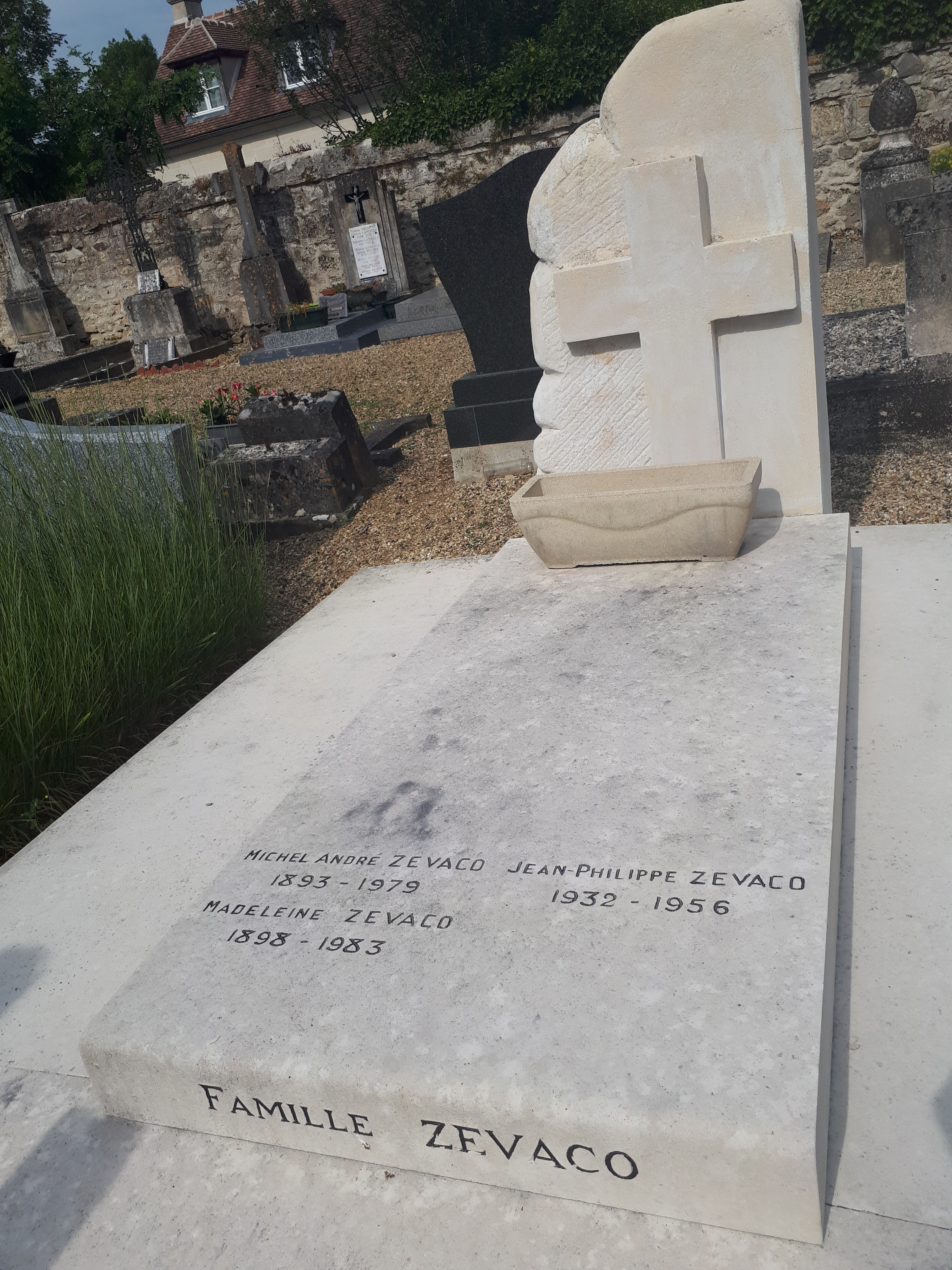
Tombe du dessinateur et décorateur Michel André Zévaco (1893-1979), fils de Michel Zévaco, de son épouse Madeleine (1898-1983) et du petit-fils de l'écrivain, Jean-Philippe (1932-1956) dans le cimetière de Saint-Jean-aux-Bois

- Léon Duvauchel (1848-1902), écrivain naturaliste et régionaliste qui vécut et fut enterré dans la commune.
- Léon Agel, auteur, Émile Carrara, compositeur, et Lucienne Delyle, créatrice de la chanson Mon amant de Saint-Jean en 1942. Le Saint-Jean de cette chanson fait référence à Saint-Jean-aux-Bois.
- Michel André Zévaco (1893-1979), dessinateur et décorateur, fils de Michel Zévaco, inhumé dans le cimetière avec sa femme et leur fils.
- Edmond Daynes (1895-1986), artiste peintre attaché à Saint-Jean-aux-Bois où il a résidé et s'est marié et dont il a peint des vues, plusieurs d'entre elles (dont le poste forestier de Sainte-Perine) étant conservées au musée Antoine-Vivenel de Compiègne.
- Philippe Grisel (1930 - 1998), artiste peintre qui vécut dans la commune de 1953 à 1998[réf. nécessaire].
- André Hammel, psychiatre et résistant. Il ouvre à Saint-Jean-aux-Bois l'une des premières cliniques psychiatriques françaises, la clinique Béthanie.

### Héraldique
| Armes de Saint-Jean-aux-Bois | Les armes de Saint-Jean-aux-Bois se blasonnent ainsi : parti au 1 d'azur à un lys d'or; au second coupé de gueules à une porte flanquée de deux tours d'argent et de sinople à un huchet contourné d'or |